# Anasyrma
 (septembre 2023).
La mise en forme du texte ne suit pas les recommandations de Wikipédia : il faut le « wikifier ».
Les points d'amélioration suivants sont les cas les plus fréquents. Le détail des points à revoir est peut-être précisé sur la page de discussion.
- Les titres sont pré-formatés par le logiciel. Ils ne sont ni en capitales, ni en gras.
- Le texte ne doit pas être écrit en capitales (les noms de famille non plus), ni en gras, ni en italique, ni en « petit »…
- Le gras n'est utilisé que pour surligner le titre de l'article dans l'introduction, une seule fois.
- L'italique est rarement utilisé : mots en langue étrangère, titres d'œuvres, noms de bateaux, etc.
- Les citations ne sont pas en italique mais en corps de texte normal. Elles sont entourées par des guillemets français : « et ».
- Les listes à puces sont à éviter, des paragraphes rédigés étant largement préférés. Les tableaux sont à réserver à la présentation de données structurées (résultats, etc.).
- Les appels de note de bas de page (petits chiffres en exposant, introduits par l'outil «  Source ») sont à placer entre la fin de phrase et le point final[comme ça].
- Les liens internes (vers d'autres articles de Wikipédia) sont à choisir avec parcimonie. Créez des liens vers des articles approfondissant le sujet. Les termes génériques sans rapport avec le sujet sont à éviter, ainsi que les répétitions de liens vers un même terme.
- Les liens externes sont à placer uniquement dans une section « Liens externes », à la fin de l'article. Ces liens sont à choisir avec parcimonie suivant les règles définies. Si un lien sert de source à l'article, son insertion dans le texte est à faire par les notes de bas de page.
- La présentation des références doit suivre les conventions bibliographiques. Il est recommandé d'utiliser les modèles {{Ouvrage}}, {{Chapitre}}, {{Article}}, {{Lien web}} et/ou {{Bibliographie}}. Le mode d'édition visuel peut mettre en forme automatiquement les références.
- Insérer une infobox (cadre d'informations à droite) n'est pas obligatoire pour parachever la mise en page.

Pour une aide détaillée, merci de consulter Aide:Wikification.
Si vous pensez que ces points ont été résolus, vous pouvez retirer ce bandeau et améliorer la mise en forme d'un autre article.

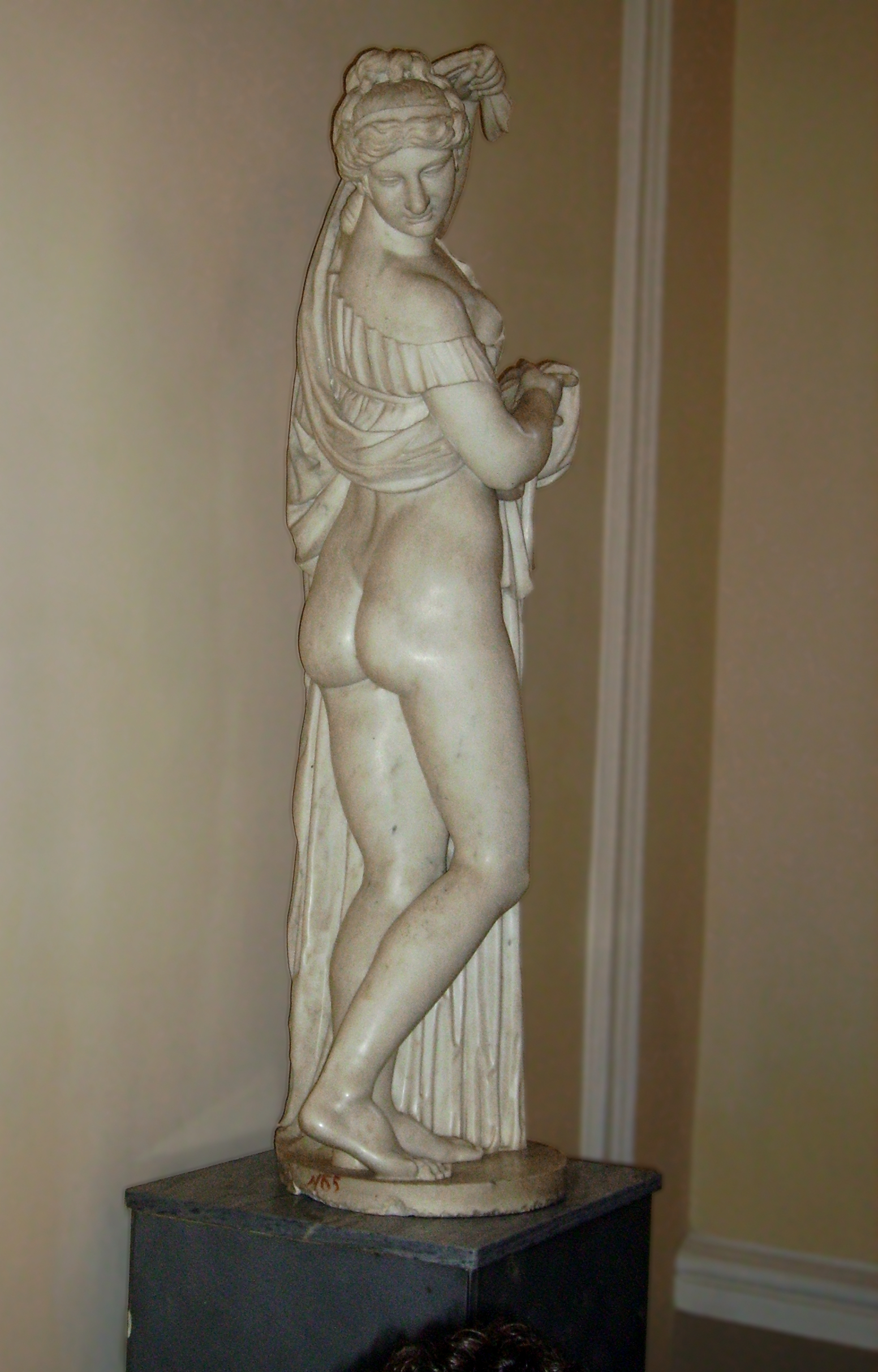
Copie d'une Aphrodite Kallipygos hellénistique à l'Ermitage de Saint-Pétersbourg.

Anasyrma (grec ancien : ἀνάσυρμα) composé de ἀνά ana « haut, contre, dos » et σύρμα syrma « un mouvement de traînée » ; pluriel : anasyrmata (ἀνασύρματα), également appelé anasyrmos (ἀνασυρμός), est le geste de soulever sa jupe ou son kilt. Il est utilisé en relation avec certains rituels religieux, l'érotisme et les blagues obscènes (voir, par exemple, Baubo). Le terme est aussi utilisé pour décrire les œuvres d'art correspondantes.
Anasyrma peut être une auto-exposition délibérément provocatrice de ses organes génitaux ou de ses fesses nues. L'exemple célèbre de ce dernier cas est Aphrodite Kallipygos (« Aphrodite aux belles fesses »). Dans d'autres contextes, ce geste a un caractère apotropaïque, c'est-à-dire un moyen de conjurer un ennemi surnaturel, ou il peut être un signe de moquerie, analogue au mooning (l'acte de montrer ses fesses).

## Antiquité grecque

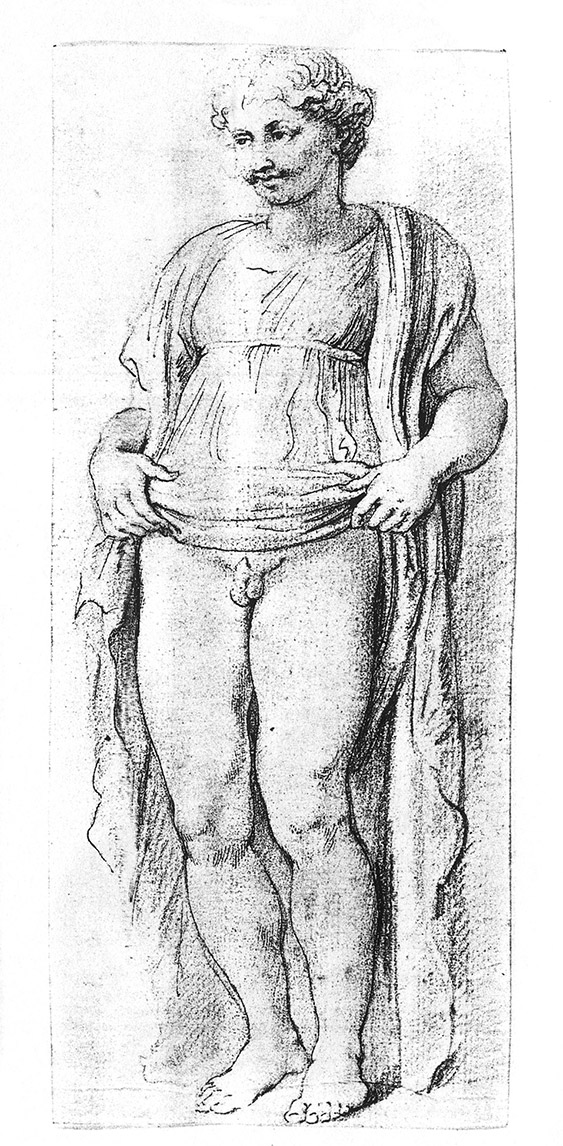
Hermaphrodite anasyromenos croquis de Peter Paul Rubens.

Les plaisanteries rituelles et l'exposition intime étaient courantes dans les cultes de Déméter et de Dionysos, et figurent dans la célébration des mystères d'Éleusis associés à ces divinités. Le mythographe Apollodore d'Athènes dit que les plaisanteries de Iambe  étaient des plaisanteries rituelles pratiquées lors des Thesmophories, fêtes célébrées en l'honneur de Déméter et Perséphone. Dans d'autres versions du mythe de Déméter, la déesse est reçue par une femme nommée Baubo, une vieille femme qui la fait rire en s'exposant, dans un geste rituel appelé anasyrma (« soulever [des jupes] »). Un ensemble de statuettes de Priène, ville grecque de la côte ouest de l'Asie Mineure, est généralement identifié comme des figurines « Baubo », représentant le corps féminin ayant le visage confondu avec la partie inférieure de l'abdomen. Ceux-ci apparaissaient comme des contreparties aux phallus décorés d'yeux, de bouches et parfois de jambes, qui apparaissaient sur les peintures sur vase et étaient réalisés sous forme de statuettes.
Des figurines hermaphrodites en terre cuite dans la pose dite anasyromène, avec des seins et un long vêtement relevés pour révéler un phallus, ont été trouvées de la Sicile à Lesbos, remontant à la fin de la période classique et au début de la période hellénistique. La pose anasyromène, cependant, n'a pas été inventée au IVe siècle avant notre ère ; les figures de ce type s'inspirent d'une tradition iconographique orientale beaucoup plus ancienne utilisée pour les divinités féminines. La littérature ancienne suggère que les figures représentent la divinité chypriote androgyne Aphroditos (peut-être une forme d'Astarté ), dont le culte a été introduit en Grèce continentale entre le Ve et le IVe siècle avant notre ère. On pensait que le phallus révélé avait des pouvoirs magiques apotropaïques, évitant le mauvais œil ou invidia et conférant de la chance.

## Effet apotropaïque de la nudité
De nombreuses références historiques suggèrent que l'anasyrma avait un effet dramatique ou surnaturel, positif ou négatif. Pline l'Ancien a écrit qu'une femme menstruée qui découvre son corps peut éloigner les tempêtes de grêle, les tornades et les éclairs. Si elle se déshabille et se promène dans un champ de blé, les chenilles, les vers et les coléoptères tombent des épis de maïs. Même lorsqu'elle n'a pas ses règles, elle peut apaiser une tempête en mer en se déshabillant.

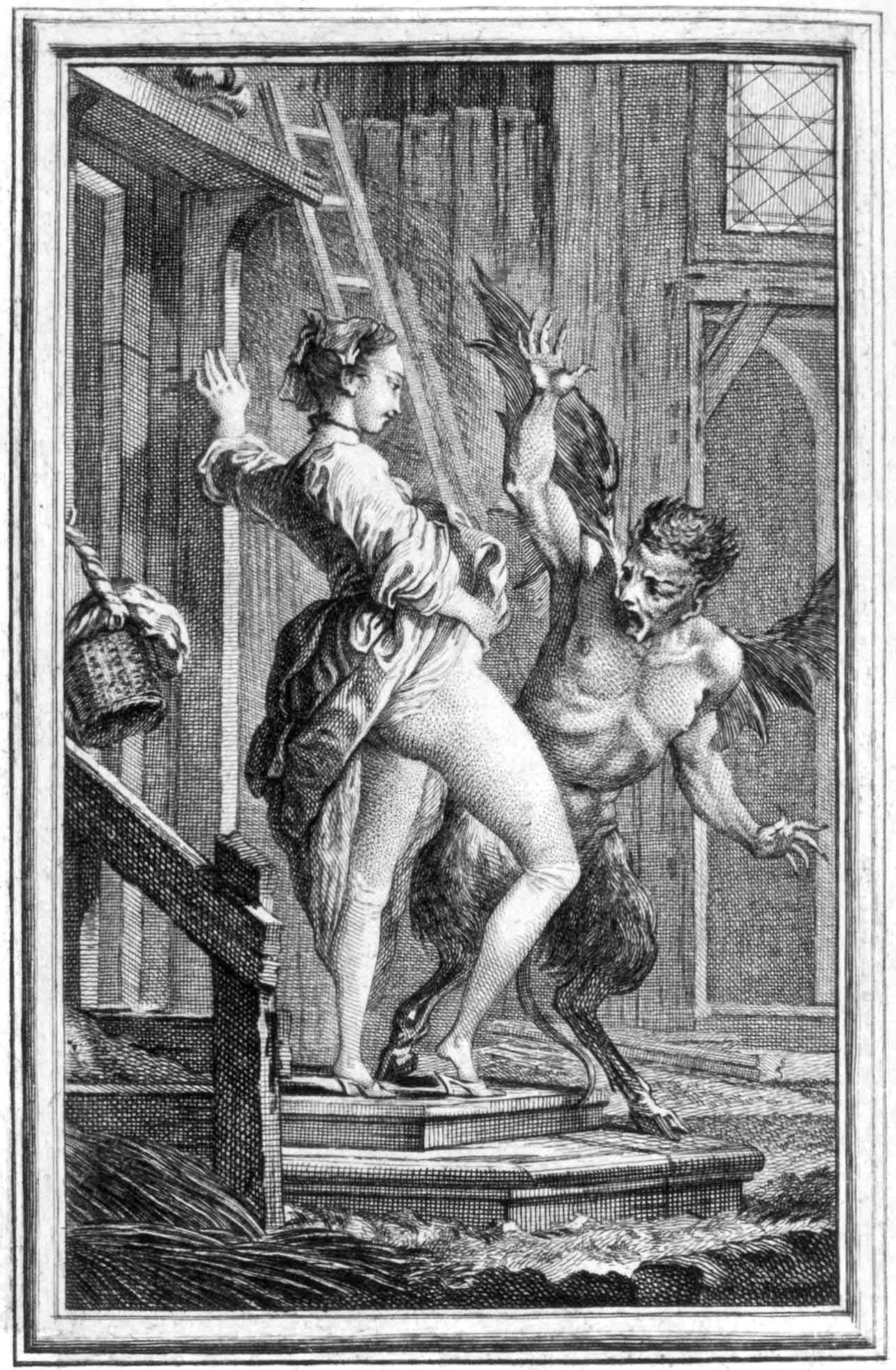
Illustration de "Le diable de Papefiguière", par Charles Eisen pour une partie des Nouveaux Contes de Jean La Fontaine (1764), montrant une femme soulevant sa jupe pour montrer ses parties génitales afin d'éloigner un démon.

Selon le folklore, les femmes relevaient leurs jupes pour chasser leurs ennemis en Irlande et en Chine. Un article du Irish Times (23 septembre 1977) rapportait un incident potentiellement violent impliquant plusieurs hommes, qui a été évité par une femme exposant ses organes génitaux aux agresseurs. Selon le folklore balkanique, lorsqu’il pleuvait trop, les femmes couraient dans les champs et relevaient leurs jupes pour effrayer les dieux et mettre fin à la pluie. Maïmonide aurait également évoqué ce rituel pour conjurer la pluie tout en exprimant sa désapprobation. Se déshabiller était perçu comme créant un état « brut » plus proche de la nature que de la société, facilitant l'interaction avec des entités surnaturelles. Dans les Nouveaux Contes (1674) de Jean de La Fontaine, un démon est repoussé à la vue d'une femme soulevant sa jupe. Les sculptures associées, appelées sheela na gigs, étaient courantes dans les églises médiévales du nord de l'Europe et des îles britanniques.
Dans certains pays d'Afrique, une femme se déshabillant et s'exhibant est encore considérée comme une malédiction et un moyen de conjurer le mal.
Au Nigeria, lors de manifestations massives contre l'industrie pétrolière, les femmes se sont affichées en anasyrmie. Leymah Gbowee a utilisé l'anasyrma pour tenter de ramener la paix pendant la deuxième guerre civile libérienne,.

## Voir également
- Cancan
- Exhibitionnisme
- Exposition indécente
- Mooning
- Nudité et protestation
- Sous la jupe